# Вирбиця (Хасковська область)
Вирби́ця (болг. Върбица) — село в Хасковській області Болгарії. Входить до складу общини Димитровград.

## Населення
За даними перепису населення 2011 року у селі проживали 360 осіб.
Національний склад населення села:
| Національність   | Кількість осіб | Відсоток |
| ---------------- | -------------- | -------- |
| болгари          | 321            | 90,2%    |
| цигани           | 26             | 7,3%     |
| турки            | 6              | 1,7%     |
| Всього відповіли | 356            |          |

Розподіл населення за віком у 2011 році:
Динаміка населення: